# 쟈크 파티
쟈크 파티(Doudou-Jacques Faty, 1984년 2월 25일 ~ )는 프랑스에서 태어난 세네갈의 전 축구 선수이다. 현역 시절 포지션은 센터백이었다.